# Morbid Visions
Morbid Visions —en español: Visiones mórbidas — es el primer álbum de estudio de la banda de thrash metal/death metal brasileña Sepultura, lanzado en 1986 a través de Cogumelo Records. Aunque más tarde los álbumes de la banda tendrían un marco más político, Morbid Visions y el EP Bestial Devastation se caracterizaban por incluir letras oscuras. Los miembros de la banda han afirmado que dichas letras se compusieron basándose en las líricas de las bandas Venom y Celtic Frost, ya que en ese momento no sabían escribir en inglés, incluso en 1987, Max Cavalera todavía traducía sus letras palabra por palabra, cuestión evidente en el demo "The Past Reborns The Storms".

## Sonido
El sonido del álbum es básicamente Death Metal y la producción es bastante pobre. En las notas de Roadrunner de la reedición del álbum (que incluye las pistas del Ep "Bestial Devastation"), Cavalera admite que la banda descuidó el sonido de sus guitarras durante las sesiones de grabación. No obstante, la colección es considerada por los fanes con cariño por su humilde introducción a lo que se convirtió en una influyente banda, y la inclusión de la grabación de la canción, "Troops of Doom".

## Lista de canciones
Todas las canciones escritas por Sepultura
1. "Morbid Visions" – 3:23
2. "Mayhem" – 3:15
3. "Troops of Doom" – 3:21
4. "War" – 5:32
5. "Crucifixion" – 5:02
6. "Show Me the Wrath" – 3:52
7. "Funeral Rites" – 4:23
8. "Empire of the Damned" – 4:24

### 1991 reedición
1. "The Curse" – 0:39
2. "Bestial Devastation" – 3:08
3. "Antichrist" – 3:47
4. "Necromancer" – 3:53
5. "Warriors of Death" – 4:10

### 1997 Remasterización
1. "Necromancer" (demo versión)
2. "Anticop" (live)

## Créditos
- Igor Cavalera - Batería
- Jairo Guedz - Guitarra líder
- Max Cavalera - Voz, Guitarra rítmica
- Paulo Jr. - Bajo